# Victor Max de Miranda
Victor Maximiliaan de Miranda (Paramaribo, 19 juni 1914 – aldaar, 9 september 2003) was een Surinaams politicus en bankpresident.
De Miranda was gouvernementsaccountant tot hij in 1958 minister van Openbare Werken en Verkeer werd in het kabinet onder leiding van premier S.D. Emanuels. Hij was in dat kabinet de enige minister die niet gebonden was aan een politieke partij. In 1963, aan het eind van die kabinetsperiode, werd hij benoemd tot governor van de Centrale Bank van Suriname. Hij volgde daarmee de Nederlandse jurist R.W. Groenman op die sinds de oprichting van deze bank in 1957 governor was geweest. In 1980 ging De Miranda met pensioen waarbij hij als bankpresident werd opgevolgd door voormalig premier J. Sedney.
In september 2003 overleed hij op 89-jarige leeftijd